# Patena

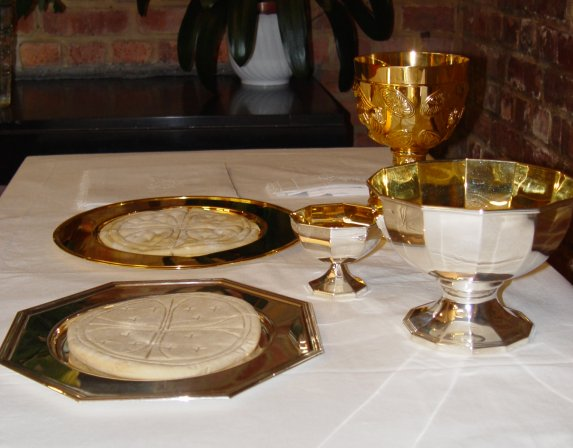
Patenas sob as hóstias

A Patena é uma espécie de prato utilizado pelos católicos nas Missas onde se consagra o pão e o vinho, transubstanciando-os em Corpo e Sangue de Cristo. A patena é o recipiente sagrado onde o sacerdote coloca o pão (hóstia) que ele, durante estas celebrações, toma e parte.